# Euphorbia ruscifolia
Euphorbia ruscifolia — вид рослин із родини молочайних (Euphorbiaceae), ендемік Капських провінцій ПАР.

## Опис
Це рослина 10–20 см заввишки. Листки чергові, висхідні, більш-менш перекриваються, на короткій ніжці, від лінійно-ланцетних до яйцеподібних, гострі, в основі серцеподібні. Період цвітіння: пізня весна, літо.

## Поширення
Ендемік Капських провінцій ПАР (Східнокапська, Північнокапська, Західнокапська). Населяє трав'янисті місцевості; на висотах 200–300 метрів.